# Vela Luka
Vela Luka je općina na otoku Korčuli u Dubrovačko-neretvanskoj županiji u Hrvatskoj.   

## Zemljopis
Vela Luka se nalazi na zapadnom dijelu otoka Korčule, u zaljevu dugom 9,2 km, jednom od najboljih sidrišta na istočnoj obali Jadrana. U široj okolici su slikoviti otočići, duboke uvale, strmo odsječene hridi i plodne pitome zaravni, što ovaj kraj čini mjestom pogodnim za život, i mogućnost odmora. Danas je Vela Luka miran mediteranski gradić, okrenut tradicionalnoj poljoprivredi, ribarstvu i turizmu. Ljepota krajolika i neiskvarena priroda pogodne su za turizam. Okolicu odlikuje pitom, brežuljkasti reljef, a najviše brdo je Hum (376 m). Trajektom je povezana sa Splitom, Lastovom i Hvarom.

## Stanovništvo
| broj stanovnika | 1218  |       | 1940  | 2632  | 3563  | 4334  | 5026  | 4038  | 4091  | 4310  | 4297  | 4193  | 4398  | 4464  | 4380  | 4137  | 3772  |
|                 | 1857. | 1869. | 1880. | 1890. | 1900. | 1910. | 1921. | 1931. | 1948. | 1953. | 1961. | 1971. | 1981. | 1991. | 2001. | 2011. | 2021. |

| broj stanovnika | 1218  |       | 1940  | 2632  | 3563  | 4334  | 5026  | 4038  | 4091  | 4310  | 4297  | 4193  | 4398  | 4464  | 4380  | 4137  | 3772  |
|                 | 1857. | 1869. | 1880. | 1890. | 1900. | 1910. | 1921. | 1931. | 1948. | 1953. | 1961. | 1971. | 1981. | 1991. | 2001. | 2011. | 2021. |

## Gospodarstvo
Činjenicu da je najrazvijenije mjesto na hrvatskim otocima, Vela Luka može zahvaliti tome da su se njeni stanovnici dugi niz godina bavili brodogradnjom, pomorstvom, ribarstvom i poljoprivredom. Niz čamaca i opreme za spašavanje razvijen je u Veloj Luci. Luške koćarice su i danas među najljepšima na Jadranu. Okrenutost brodogradnji uvjetovala je i obrazovanje u tehničkim strukama pa luških brodograditelja i srodnih struka ima i na mnogim fakultetima. Od 1965. je u Veloj Luci radila Tvornica limene ambalaže 8. mart. Tranzicijsko vrijeme je ove ozbiljne, zahtjevne i kreativne grane usporilo u razvoju i nametnulo turizam kao nužno zlo, ali potreba da se bude više od konobara i sobarice već Luku polako, ali sigurno vraća na staze stare slave. Glavna djelatnost je turizam. Značajna je tranzitna prometna uloga (trajektna veza). Važne su i lučke djelatnosti (za potrebe cijelog otoka).

## Poznate osobe
- Šime Vučetić, hrv. književnik
- Danijel Dragojević, hrv. književnik
- Ivan Dragojević, hrv. književnik
- Marko Šeparović, hrv. književnik
- Ivo Cetinić Paron, hrv. književnik
- Izvor Oreb, slikar, kipar i pjesnik
- Oliver Dragojević, glazbenik
- Jasna Zlokić, glazbenica
- Perica Vlašić, veslač
- Rok Petrovič, bivši skijaš
- Teo Carić, glazbenik
- Miljenko Bajat, akademski glazbeni orguljaš
- Vinko Prizmić, pročelnik HGSS-a
- Zdravko Tabain, Cubismo
- Lejdi Oreb, tv-voditeljica, scenaristica, urednica.
- Ivo Šeparović, nogometaš
- Domenica Žuvela, glazbenica
- Ante Marinović, hrv. kipar i slikar
- Petar Dragojević,  glazbenik
- Lovor Dragojević, autor prvog grba Torcide,[5] karikaturist
- Vjenceslav Žuvela, osnivač Torcide[6]

## Spomenici i znamenitosti
- Vela spila - arheološki lokalitet, smještena je na južnoj padini brda Pinski rat, iznad uvale Kale, na dnu najzaklonjenijeg dijela razgranatog zaljeva Nalazi se na sjevernoj od dviju polegnutih antiklinala koje uokviruju zavalu Blatskog polja i njen morfološki nastavak 9,2 km dug velalučki zaljev.[7]
- Hum - Vidikovac i mala napuštena vojna utvrda. S njega se pruža pogled na velik dio Jadrana.
- U sjevernom dijelu Velolučkog zaljeva je villa rustica Mirje na polju Bradatu.[8]

## Obrazovanje
- Dječji vrtić "Radost"
- Osnovna škola "Vela Luka"
- Srednja škola "Vela Luka"

## Mediji
- Radio M
- Radio Val

## Šport
- Nogometni klub "NK Hajduk Vela Luka"
- Ženski rukometni klub "ŽRK Vela Luka"
- Stolnoteniski klub "Lučica"
- Školski športski klub "Val"
- Vaterpolo klub "Vela Luka"
- Veslački klub "Ošjak"
- Košarkaški klub "Pucal"

## Vanjske poveznice
- Službene stranice općine Vela Luka
- velaluka.info – Neslužbene stranice Vele Luke
- Radio M 90,1 MHz Vela Luka